# Инди Илевен
«И́нди Иле́вен» (англ. Indy Eleven) — американский профессиональный футбольный клуб из города Индианаполис, штата Индиана. Основан в 2013 году. В 2014—2017 годах выступал в Североамериканской футбольной лиге. С 2018 года выступает в Чемпионшипе ЮСЛ, втором по силе футбольном чемпионате США.

## История
16 января 2013 года Североамериканская футбольная лига объявила о предстоящем вступлении в лигу нового клуба из Индианаполиса, начиная с сезона 2014 года. Церемония презентации эмблемы, названия и цветов клуба прошла 25 апреля 2013 года. К октябрю 2013 года клуб продал свыше 6 тысяч сезонных абонементов на предстоящий сезон.
10 января 2018 года «Инди Илевен» объявил о переходе в United Soccer League.
«Инди» — официальное прозвище Индианаполиса. «Илевен» («одиннадцать») символизирует одиннадцать игроков, представляющих Индиану на игровом поле. Также название «одиннадцать» отдаёт дань уважения XI-му пехотному полку Индианы, воевавшему в Гражданской войне США.
Клетчатый рисунок на форме и на эмблеме клуба отдаёт дань гоночному наследию Индианаполиса. Эмблему клуба украшает фигура статуи Победы с исторического Монумента солдатам и морякам, расположенного в центре города. Звезда в основании эмблемы, а также цвета клуба — темно-синий и красный — дублируют цвета официального флага Индианаполиса.

## Список тренеров
- Юрген Соммер (2013—2015)
- Тим Риган (2015; и. о.)
- Тим Ханкинсон (2016—2017)
- Мартин Ренни (2018 — 2021)
- Марк Лоури (2021 — н. в.)